# Lebo Mothiba
Lebogang Mothiba (Joanesburgo, 28 de janeiro de 1996) é um futebolista sul-africano que atua como centroavante. Atualmente defende o Mamelodi Sundowns.

## Carreira
Lebo Mothiba fez parte do elenco da Seleção Sul-Africana de Futebol nas Olimpíadas de 2016.